# Internationaux de Strasbourg
Internationaux de Strasbourg – kobiecy turniej tenisowy kategorii WTA 500 zaliczany do cyklu WTA Tour. Rozgrywany na kortach ziemnych we francuskim Strasburgu od 1987 roku. 

## Mecze finałowe

### Gra pojedyncza
| Rok         | Mistrzyni                | Finalistka            | Wynik                  |
| 2024        | Madison Keys             | Danielle Collins      | 6:1, 6:2               |
| ↑ WTA 500 ↑ |                          |                       |                        |
| 2023        | Elina Switolina          | Anna Blinkowa         | 6:2, 6:3               |
| 2022        | Angelique Kerber         | Kaja Juvan            | 7:6(5), 6:7(0), 7:6(5) |
| 2021        | Barbora Krejčíková       | Sorana Cîrstea        | 6:3, 6:3               |
| 2020        | Elina Switolina          | Jelena Rybakina       | 6:4, 1:6, 6:2          |
| 2019        | Dajana Jastremśka        | Caroline Garcia       | 6:4, 5:7, 7:6(3)       |
| 2018        | Anastasija Pawluczenkowa | Dominika Cibulková    | 6:7(5), 7:6(3), 7:6(6) |
| 2017        | Samantha Stosur          | Darja Gawriłowa       | 5:7, 6:4, 6:3          |
| 2016        | Caroline Garcia          | Mirjana Lučić-Baroni  | 6:4, 6:1               |
| 2015        | Samantha Stosur          | Kristina Mladenovic   | 3:6, 6:2, 6:3          |
| 2014        | Mónica Puig              | Sílvia Soler Espinosa | 6:4, 6:3               |
| 2013        | Alizé Cornet             | Lucie Hradecká        | 7:6(4), 6:0            |
| 2012        | Francesca Schiavone      | Alizé Cornet          | 6:4, 6:4               |
| 2011        | Andrea Petković          | Marion Bartoli        | 6:4, 1:0 krecz         |
| 2010        | Marija Szarapowa         | Kristina Barrois      | 7:5, 6:1               |
| 2009        | Aravane Rezaï            | Lucie Hradecká        | 7:6(2), 6:1            |
| 2008        | Anabel Medina Garrigues  | Katarina Srebotnik    | 4:6, 7:6(4), 6:0       |
| 2007        | Anabel Medina Garrigues  | Amélie Mauresmo       | 6:4, 4:6, 6:4          |
| 2006        | Nicole Vaidišová         | Peng Shuai            | 7:6(7), 6:3            |
| 2005        | Anabel Medina Garrigues  | Marta Domachowska     | 6:4, 6:3               |
| 2004        | Claudine Schaul          | Lindsay Davenport     | 2:6, 6:0, 6:3          |
| 2003        | Silvia Farina Elia       | Karolina Šprem        | 6:3, 4:6, 6:4          |
| 2002        | Silvia Farina Elia       | Jelena Dokić          | 6:4, 3:6, 6:3          |
| 2001        | Silvia Farina Elia       | Anke Huber            | 7:5, 0:6, 6:4          |
| 2000        | Silvija Talaja           | Rita Kuti-Kis         | 7:5, 4:6, 6:3          |
| 1999        | Jennifer Capriati        | Jelena Lichowcewa     | 6:1, 6:3               |
| 1998        | Irina Spîrlea            | Julie Halard-Decugis  | 7:6(5), 6:3            |
| 1997        | Steffi Graf              | Mirjana Lučić         | 6:2, 7:5               |
| 1996        | Lindsay Davenport        | Barbara Paulus        | 6:3, 7:6(6)            |
| 1995        | Lindsay Davenport        | Kimiko Date           | 3:6, 6:1, 6:2          |
| 1994        | Mary Joe Fernández       | Gabriela Sabatini     | 2:6, 6:4, 6:0          |
| 1993        | Naoko Sawamatsu          | Judith Wiesner        | 4:6, 6:1, 6:3          |
| 1992        | Judith Wiesner           | Naoko Sawamatsu       | 6:1, 6:3               |
| 1991        | Radka Zrubáková          | Rachel McQuillan      | 7:6(3), 7:6(3)         |
| 1990        | Mercedes Paz             | Ann Wunderlich        | 6:2, 6;3               |
| 1989        | Jana Novotná             | Patricia Tarabini     | 6:1, 6:2               |
| 1988        | Sandra Cecchini          | Judith Wiesner        | 6:3, 6:0               |
| 1987        | Carling Bassett-Seguso   | Sandra Cecchini       | 6:3, 6:4               |

### Gra podwójna
| Rok  | Mistrzynie                                     | Finalistki                              | Wynik             |
| 2022 | Nicole Melichar-Martinez Daria Saville         | Lucie Hradecká Sania Mirza              | 5:7, 7:5, 10–6    |
| 2021 | Alexa Guarachi Desirae Krawczyk                | Makoto Ninomiya Yang Zhaoxuan           | 6:2, 6:3          |
| 2020 | Nicole Melichar Demi Schuurs                   | Hayley Carter Luisa Stefani             | 6:4, 6:3          |
| 2019 | Darja Gawriłowa Ellen Perez                    | Duan Yingying Han Xinyun                | 6:4, 6:3          |
| 2018 | Mihaela Buzărnescu Raluca Olaru                | Nadija Kiczenok Anastasija Rodionowa    | 7:5, 7:5          |
| 2017 | Ashleigh Barty Casey Dellacqua                 | Chan Hao-ching Chan Yung-jan            | 6:4, 6:2          |
| 2016 | Anabel Medina Garrigues Arantxa Parra Santonja | María Irigoyen Liang Chen               | 6:2, 6:0          |
| 2015 | Chuang Chia-jung Liang Chen                    | Nadija Kiczenok Zheng Saisai            | 4:6, 6:4, 12–10   |
| 2014 | Ashleigh Barty Casey Dellacqua                 | Tatiana Búa Daniela Seguel              | 4:6, 7:5, 10–4    |
| 2013 | Kimiko Date-Krumm Chanelle Scheepers           | Cara Black Marina Erakovic              | 6:7(4), 6:3, 10–3 |
| 2012 | Wolha Hawarcowa Klaudia Jans-Ignacik           | Natalie Grandin Vladimíra Uhlířová      | 6:4, 3:6, 14–12   |
| 2011 | Akgul Amanmuradova Chuang Chia-jung            | Natalie Grandin Vladimíra Uhlířová      | 6:4, 5:7, 10–2    |
| 2010 | Alizé Cornet Vania King                        | Ałła Kudriawcewa Anastasija Rodionowa   | 3:6, 6:4, 10–7    |
| 2009 | Nathalie Dechy Mara Santangelo                 | Claire Feuerstein Stéphanie Foretz      | 6:0, 6:1          |
| 2008 | Tetiana Perebyjnis Yan Zi                      | Chan Yung-jan Chuang Chia-jung          | 6:4, 6:7, 10–6    |
| 2007 | Yan Zi Zheng Jie                               | Alicia Molik Sun Tiantian               | 6:3, 6:4          |
| 2006 | Liezel Huber Martina Navrátilová               | Martina Müller Andreea Vanc             | 6:2, 7:6(1)       |
| 2005 | Andreea Vanc Rosa Andrés Rodríguez             | Marta Domachowska Marlene Weingärtner   | 6:3, 6:1          |
| 2004 | Lisa McShea Milagros Sequera                   | Tina Križan Katarina Srebotnik          | 6:4, 6:1          |
| 2003 | Sonya Jeyaseelan Maja Matevžič                 | Laura Granville Jelena Kostanić         | 6:4, 6:4          |
| 2002 | Jelena Kostanić Jennifer Hopkins               | Caroline Dhenin Maja Matevžič           | 0:6, 6:4, 6:4     |
| 2001 | Iroda Tulyaganova Silvia Farina Elia           | Amanda Coetzer Lori McNeil              | 6:1, 7:6(0)       |
| 2000 | Florencia Labat Sonya Jeyaseelan               | Kim Grant María Vento-Kabchi            | 6:4, 6:3          |
| 1999 | Ai Sugiyama Jelena Lichowcewa                  | Alexandra Fusai Nathalie Tauziat        | 2:6, 7:6(6), 6:1  |
| 1998 | Alexandra Fusai Nathalie Tauziat               | Yayuk Basuki Caroline Vis               | 6:4, 6:3          |
| 1997 | Helena Suková Natalla Zwierawa                 | Ai Sugiyama Jelena Lichowcewa           | 6:1, 6:1          |
| 1996 | Yayuk Basuki Nicole Bradtke                    | Marianne Werdel Witmeyer Tami Jones     | 5:7, 6:4, 6;4     |
| 1995 | Mary Joe Fernández Lindsay Davenport           | Sabine Appelmans Miriam Oremans         | 6:2, 6:3          |
| 1994 | Lori McNeil Rennae Stubbs                      | Patricia Tarabini Caroline Vis          | 6:3, 3:6, 6:2     |
| 1993 | Shaun Stafford Andrea Temesvári                | Kathy Rinaldi Stunkel Jill Hetherington | 6:7(5), 6:3, 6:4  |
| 1992 | Andrea Strnadová Patty Fendick                 | Manon Bollegraf Mercedes Paz            | 6:3, 6:4          |
| 1991 | Stephanie Rehe Lori McNeil                     | Mercedes Paz Lori McNeil                | 6:7(2), 6:4, 6:4  |
| 1990 | Nicole Bradtke Elna Reinach                    | Elizabeth Smylie Kathy Jordan           | 6:1, 6:4          |
| 1989 | Judith Wiesner Mercedes Paz                    | Lise Gregory Gretchen Magers            | 6:3, 6:3          |
| 1988 | Nicole Bradtke Manon Bollegraf                 | Jenny Byrne Janine Thompson             | 7:5, 6:7(11), 6:3 |
| 1987 | Jana Novotná Catherine Suire                   | Marcella Mesker Kathleen Horvath        | 6:0, 6:2          |